# 커티스 풀러
커티스 풀러(영어: Curtis Fuller, 1932년 12월 15일 ~ 2021년 5월 8일)는 미국의 재즈 트롬본 연주자였다. 그는 아트 블래키의 재즈 메신저스의 일원이었고 많은 클래식 재즈 레코딩에 기여했다.

## 어린 시절
풀러는 1932년 12월 15일, 디트로이트에서 태어났다. 그의 아버지는 자메이카에서 이주하여 포드 자동차 공장에서 일했지만, 그는 아들이 태어나기 전에 결핵으로 사망했다. 애틀랜타에서 북쪽으로 이주한 그의 어머니는 그가 9살 때 사망했다. 그는 예수회가 운영하는 고아원에서 몇 년을 보냈다. 그는 그곳에 있던 수녀 중 한 명이 그를 일리노이 자켓과 그의 밴드가 트롬본에 J. J. 존슨과 함께 공연하는 것을 보게 한 후 재즈에 대한 열정을 키웠다.
풀러는 폴 챔버스, 도널드 버드, 토미 플래너건, 태드 존스, 밀트 잭슨과 함께 고향에 있는 공립학교를 다녔다. 그곳에서 그는 16살 때 바이올린을 시도하고 색소폰을 연주할 수 없게 되자 트롬본을 연주하기 시작했다. 그는 존슨과 엘머 제임스 밑에서 공부했다.

## 경력
풀러는 6.25 전쟁에 참전하기 위해 1953년 미 육군에 입대했다. 그는 1955년까지 활동했고, 챔버스 형제와 캐넌볼, 냇 애덜리와 함께 밴드에서 연주했다. 군대에서 돌아온 풀러는 또 다른 디트로이트 음악가 유세프 라티프의 퀸텟에 합류했다. 퀸텟은 1957년 뉴욕으로 이주했고 풀러는 프레스티지와의 리더로서의 첫 세션을 녹음했다.

## 사망
2021년 5월 8일 88세의 나이로 사망하였다. 풀러는 1934년에 태어났다고 보고되었고, 그는 일을 얻기 위해 17살에 2년을 더 보냈다.

## 같이 보기
- 블루 노트 레코드